# Bąkowice (gmina w województwie lwowskim)
Bąkowice – dawna gmina wiejska istniejąca w latach 1934–1939  w woj. lwowskim (dzisiejszy obwód lwowski). Siedzibą gminy były Bąkowice (obecnie wieś na Ukrainie).
Gminę zbiorową Bąkowice utworzono 1 sierpnia 1934 roku w województwie lwowskim, w powiecie dobromilskim, z dotychczasowych jednostkowych gmin jednostkowych: Bąkowice, Grodowice, Polana ze Śliwnicą, Słochynie i Suszyca Wielka.
Przed 1934 rokiem gminy jednostkowe, z których utworzono zbiorową gminę Bąkowice należały do powiatu starosamborskiego, a po jego zniesieniu z dniem 1 kwietnia 1932 roku zostały włączone do powiatu samborskiego. Tuż przed komasacją, jednostki wyłączono z powiatu samborskiego i włączono do powiatu dobromilskiego z dniem 15 czerwca 1934 roku.
Podczas okupacji hitlerowskiej gminę zniesiono, a jej obszar włączono do  nowo utworzonej gminy Chyrów (GG).
Po wojnie gminy Bąkowice nie odtworzono, a jej obszar wszedł w struktury administracyjne Związku Radzieckiego.